# Mathew Leckie
Mathew Leckie (Melbourne, 4 de fevereiro de 1991), é um futebolista australiano que atua como atacante. Atualmente, joga pelo Melbourne City, da Austrália.

## Carreira
Leckie integrou o elenco da Seleção Australiana de Futebol, campeão da Copa da Ásia de 2015 e da Copa do Mundo de 2014.

## Títulos
Austrália
- Copa da Ásia: 2015
- Campeonato Asiático Sub-19: 2010 (vice)

Ingolstadt
- 2. Bundesliga: 2014–15

Prêmios Individuais
- Adelaide United Jovem Estrela: 2009–10